# سفارة إسبانيا في المغرب
سفارة إسبانيا في المغرب هي أرفع تمثيل دبلوماسي لدولة إسبانيا لدى المغرب. تقع السفارة في الرباط وهي تهدف لتعزيز المصالح الإسبانية في المغرب.

## وصلات خارجية
- الموقع الرسمي
- قائمة سفارات إسبانيا
- قائمة السفارات في المغرب